# Iasios
Iasios (altgriechisch Ἰάσιος Iásios) ist in der griechischen Mythologie der Vater des Amphion, des Königs von Orchomenos, und Großvater der Chloris, Gemahlin des Neleus. Er war mit Persephone, der Tochter des Minyas, verheiratet.